# ショーレックス
ショーレックスとは、かつて昭和電工の商品名だった中低圧ポリエチレンの強化タイプをいう。転じて、中低圧法高密度ポリエチレンの総称として用いられる。

## 概要
- 現在は中低圧法高密度ポリエチレンの総称として用いられる。
- HEPE、HD、強化ポリともいう。

## 特徴
- 手触りがサラサラしている。
- 色は、乳白色半透明のものが大半。

## その他
- ショーレックス製の袋を「HD袋」、「ショーレックス袋」などともいう。